# Bulbophyllum careyanum
Bulbophyllum careyanum är en orkidéart som först beskrevs av William Jackson Hooker, och fick sitt nu gällande namn av Spreng.. Bulbophyllum careyanum ingår i släktet Bulbophyllum och familjen orkidéer. Inga underarter finns listade i Catalogue of Life.

## Bildgalleri

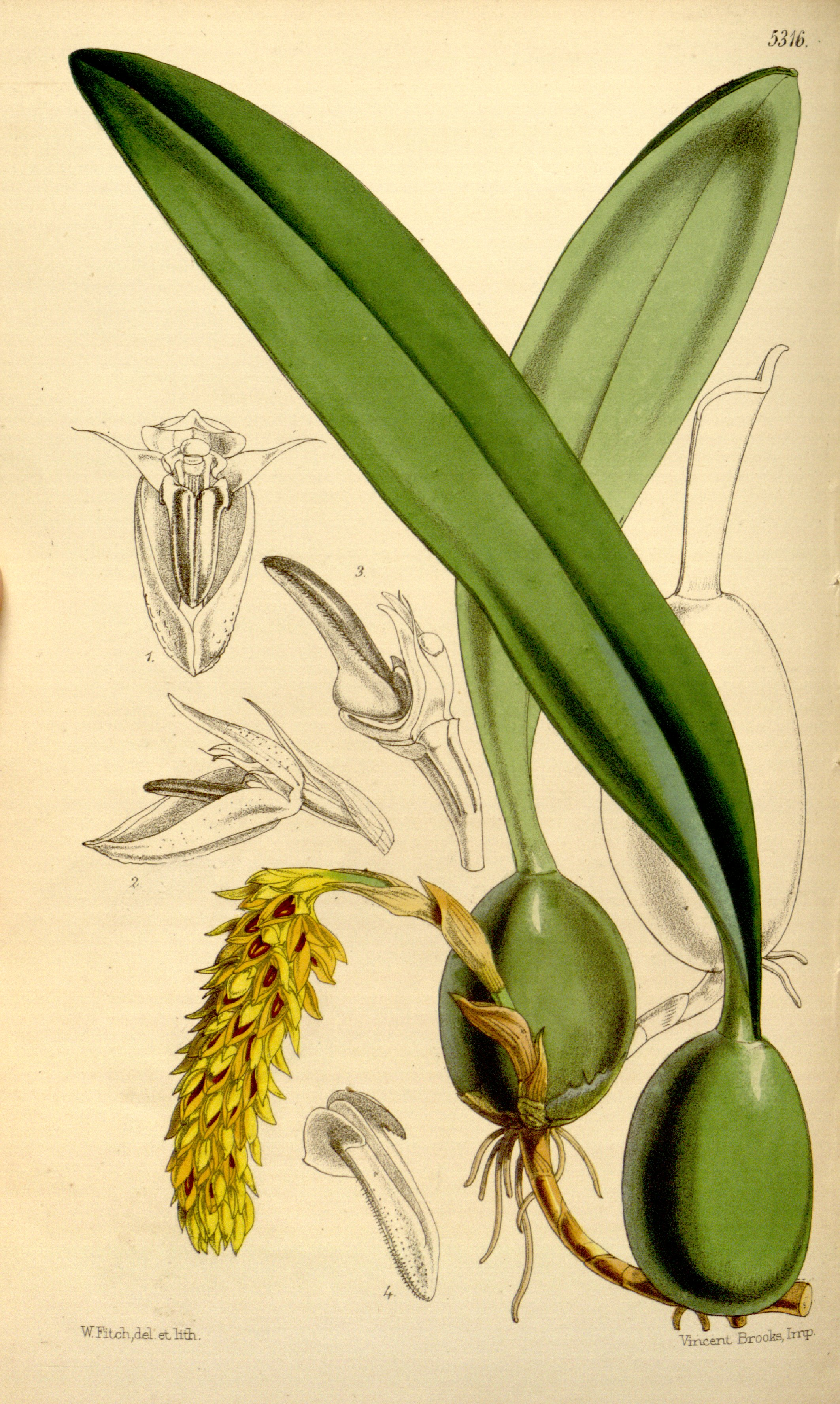